# Rhinolophus willardi
Rhinolophus willardi — вид рукокрилих родини Підковикові (Rhinolophidae).

## Поширення
Цей вид широко поширений на західному березі озера Танганьїка, у східній частині Демократичної Республіки Конго. Живе в лісах близько 1880 метрів над рівнем моря.

## Опис
Невеликих розмірів, з довжиною голови і тіла між 61 і 73 мм, довжина передпліччя між 49,7 і 51,5 мм, довжина хвоста від 22 до 26 мм, довжина вух між 24 , 2 і 29 мм, а вага до 16 гр.
Шерсть довга і пухнаста. Спинна частина сірувато-коричневого кольору, у той час як черевна частина більш сірувата й блискуча. Вуха великі. Лист носа темно-сірий, густо вкритий волосками. Крилові мембрани темного сірувато-коричневого кольору. Хвіст довгий.